# 朱奇溯
西河恭定王朱奇溯（1482年—1558年），明朝第三代西河王，西河順簡王朱鍾鑅庶第二子。

## 生平
出生于成化十八年（1482年），成化二十年（1484年）一月，其父亲西河順簡王朱鍾鑅逝世，同年二月丁亥，朝廷为他赐名奇溯，
弘治四年（1491年），朱奇溯襲封为第三代西河王。弘治十五年（1502年）四月，朱奇溯以母妃同意为由，不经朝廷同意即自行迎娶平民馬澄之女为王妃，随后向朝廷引咎请罪，而明孝宗最终赦免了他。弘治十七年（1504年）十二月乙亥，朝廷同意册封馬澄之女为朱奇溯王妃。
朱奇溯有孝行又勤学。因自幼丧父，朱奇溯年幼时被问到父亲朱鍾鑅即哀慟不已，长大后更以栴檀刻绘父亲木像，日夜祭祀，其母妃病重期间，口渴欲饮水，朱奇溯即于午夜祈祷，地下辄有甘泉涌出，而母妃也在饮甘泉后得以痊愈。母妃去世时，朱奇溯哀伤不已，王宫内的古柏树上开出两朵奇花，香气袭人，时人皆认为这是朱奇溯孝行感动上天所得，晉端王朱知烊为此向朝廷上奏，明世宗得知此事后，对朱奇溯大加褒奖。
嘉靖三十六年（1558年）二月壬寅，朱奇溯逝世，时年76岁，朝廷赐谥号恭定。两年后嫡长子朱表相袭封为第四代西河王。

## 家庭
继王妃杨氏（1496年2月3日—1573年1月12日），平阳府襄陵县人，父杨节，母祁氏。生子朱表相。